# 신윤복
신윤복(申潤福, 1758년 ~ 1814년경)은 조선 후기의 관료이자 화가로서, 산수화와 풍속화를 잘 그렸다. 또한 양반 관료들의 이중성과 위선을 풍자한 그림, 여성들의 생활상을 그린 그림을 남기기도 했다. 출생지는 미상.
화공 가문 출신으로 화원 신한평의 아들이며, 그 역시 도화서 화원으로 종삼품 서반 무관(武官)인 첨절제사를 지냈다. 본관은 고령, 자는 입부(笠父), 덕여(德如)이고, 아명(兒名)은 신가권(申可權), 호는 혜원(蕙園)이다. 대표작은 미인도(美人圖)·단오도(端午圖) 등이 있다. 그는 조선 전기 시대의 문신 겸 학자였던 신말주의 후손이고, 일제강점기의 역사학자인 단재 신채호의 8대 방조가 된다.

## 생애
신윤복은 영조 34년(1758년)에 아버지 신한평과 어머니 홍천 피씨의 장남으로 태어났으며, 정확한 생일은 전하지 않는다. 어렸을 적의 이름은 가권(可權)이며 뒤에 윤복으로 개명하였는데, 그의 본명이 가권(可權)으로 밝혀진 것은 그가 그린 유명한 미인도(간송미술관 소장)에서 신가권이라는 도서가 찍힌 데서 기인한 것이었다. 아래로 남동생 신윤도(윤수)와 여동생이 1명 더 태어났다.
신윤복은 신숙주의 방계 후손으로, 암헌공 신장(申檣)의 다섯째 귀래정 신말주의 손자였던 신공섭의 다섯째 아들인 신수진의 7세손이었다. 그러나 신수진이 서자였기에, 그의 후손들은 중인(中人)의 신분으로 낮아져 수십 명의 역관과 율관, 운관으로 활동했고, 신세담ㆍ신일흥ㆍ아버지 신한평 같은 화원들이 나왔다. 그의 가계도 20세기 이후에야 몇몇 문헌을 통해 알려졌는데, 이는 그가 서자의 후손이라서 족보에서 생략되어왔기 때문이다.
그의 종조부 신일흥과 종증조부 신세담은 도화서의 화원이었으며, 아버지 신한평도 도화서의 화원으로 영조의 어진을 두 번이나 그릴만큼 실력을 인정받았다. 그러나 정조 초기에 와서 그가 그린 그림 중 한 그림이 알아볼수 없다 하여 관료들의 탄핵을 받고 유배되기도 했으며, 관직은 첨절제사(僉節制使)를 지냈고, 산수·인물·초상·화훼를 잘 그렸다.
아버지 신한평의 영향을 받은 신윤복도 도화서의 관원이 되는데 관직은 첨정과 첨절제사에 이르렀다. 인물화와 풍경화 외에도 많은 양의 풍속화를 남겼는데, 그 중에는 양반의 위선적인 태도와 이중 잣대를 풍자하고 부녀자들의 자유 연애와 애환을 묘사했으며 해학이 담긴 내용을 그림으로 표현하기도 했다.
그러나 1800년 정조 사후 자유분방한 분위기가 사라지면서 그의 작품활동도 쇠퇴기에 접어든다. 그가 남긴 작품은 1813년의 작품까지 전해지는데, 대략 1813년 이후에 사망했을 것으로 추정되고 있을 뿐, 정확한 사망일과 사망지는 알려져 있지 않다. 

## 작품
주요 작품으로는 《혜원전신첩(蕙園傳神帖)》, 《미인도(美人圖)》 등이 있다. 주로 남녀간의 사랑이나 여성의 아름다움을 주제로 그림을 많이 그렸다. 화려한 색을 사용하여 기생이나 무당의 그림을 즐겨 그렸으며, 시골 주막의 서민적인 풍속 또한 날카로운 화필로 잘 그려냈다. 이러한 그림들은 양반 사회에 대한 풍자로 여겨지기도 한다.
《신윤복필 풍속도 화첩》에는 〈단오도(端午圖)〉, 〈연당(蓮塘)의 여인(女人)〉, 〈무무도(巫舞圖)〉, 〈산궁수진(山窮水盡)〉, 〈선유도(船遊圖)〉 등이 있고, 《미인도》와 《풍속화첩》은 간송미술관에 소장되어 있다.

### 작품 세계
화원으로서 벼슬은 첨정(僉正)에 올랐다.

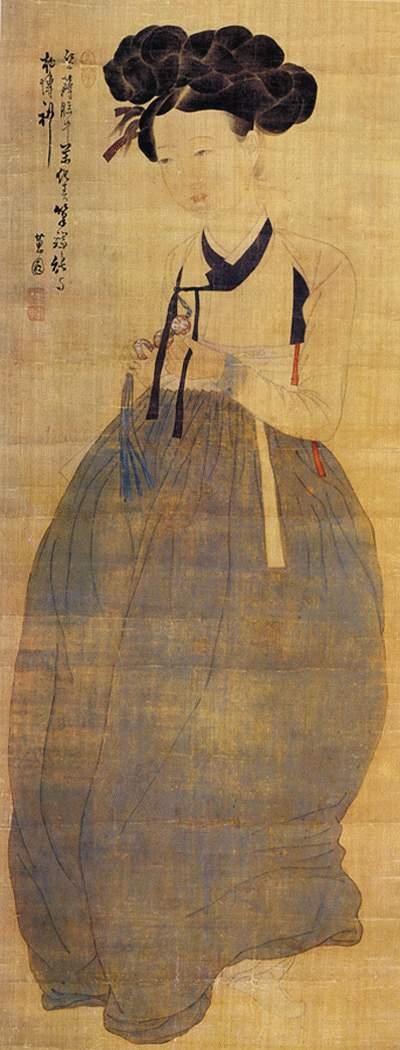
신윤복의 미인도(美人圖)

단원 김홍도, 긍재 김득신, 오원 장승업과 더불어 조선 4대 풍속화가로 손꼽힌다. 주로 풍속화를 그렸으며, 산수화와 영모화(翎毛畵, 새나 짐승을 그린 그림)에도 뛰어났으며, 춘화 작품도 남아 있다. 신윤복의 풍속화 등은 소재 선정부터, 구성, 인물들의 표현 방법과 설채법 등에서 김홍도와는 큰 차이를 보인다. 신윤복은 남녀간의 정취와 낭만적인 분위기를 효과적으로 나타내기 위해서, 섬세하고 유려한 필선과 아름다운 채색을 즐겨 사용하여 그의 풍속화들은 매우 세련된 감각과 분위기를 지니고 있다. 또한 인물화에 있어서는 사람의 머리카락 하나까지 세밀하게 그려내기도 했다.
또한 그는 중국과 서양 상인을 통해 들어온 안료들을 이용하여 붉은 색, 파란 색, 노란 색 등 그림에 다양한 색채를 입히기도 했다. 다양한 색채를 사용하던 첫 화가들 중의 한사람으로 기억된다.
시정 촌락의 풍속도 중에서도 기녀(妓女)·무속(巫俗)·주점의 색정적인 면을 많이 그린 풍속화가로서 현실 묘사에 치중하고 있다. 이는 유교주의 사회에 대한 예술 면에서의 항의였고, 인간주의의 표방이라는 평가도 있다.
신윤복의 풍속화들은 배경을 통해서 당시의 살림과 복식 등을 사실적으로 보여주는 등, 조선 후기의 생활상과 멋을 생생하게 전해준다. 신윤복의 대부분의 작품들에는 짧은 찬문과 함께 관지와 도인이 곁들여져 있지만, 한결같이 연대와 시기를 밝히고 있지 않아 그의 화풍의 변천 과정을 파악하기는 힘들다. 그의 작품 중 최후의 작품이 전하는 연대는 1813년으로, 그가 이 시기까지 그림을 그렸다는 것 정도만 알려져 있다. 신윤복은 풍속화를 통해 시대를 고발하거나 비판하기 보다 현실을 긍정하고 낭만적인 풍류와 해학을 강조하는 화가였다.

## 혈육
- 종증조부 : 신세담
  - 조부 : 신덕광(1695년~1751년)
  - 조모 : 용궁 김씨
    - 아버지 : 신한평(申漢枰, 1726년(영조 2)[4]∼1809년?, 호는 일재(逸齋))
    - 어머니 : 홍천 피씨
      - 형 : 신인권(申仁權), 신의권(申義權), 신응권(申應權), 신양권(申亮權)
      - 남동생 : 신윤도(申潤濤)
      - 여동생 : 김영욱과 혼인
      - 여동생 : 청주 한씨 한상묵과 혼인
      - 부인 : 홍성 박촌

  - 작은조부 : 신일흥(申日興, 역시 화원이었다.)

## 대중 문화
이정명의 바람의 화원을 원작으로 한 SBS 드라마 《바람의 화원》과 영화 《미인도》에서는 신윤복을 여자로 설정하기도 했다. 이 설정은 역사를 왜곡하고 있다는 점에서 한국 미술사학계의 비판을 받았다. 드라마 《바람의 화원》의 경우, 그림을 그린 나이에 대한 문제점도 지적되었다.

## 기타
유교적 도덕관념이 강했던 시기에 양반들을 풍자하였으면서도 자신의 실명과 낙관을 밝히는 파격적이고 대담한 태도를 보이기도 했다. 그러나 처벌받지 않았고, 그는 자유분방한 예술세계를 구사할 수 있었다.

## 신윤복을 연기한 배우들

### 드라마
- 2008년 SBS 《바람의 화원》 -문근영 (문근영은 여자 배우이지만 남장을 했다.)

### 영화
- 2008년 영화 《미인도》 - 김민선 (극 중에서는 성별을 '여자'으로 소개하였다.)

## 같이 보기
| - 신윤복필 풍속도 화첩 - 김홍도 - 김득신 - 장승업 - 신숙주 - 신말주 - 김정호 - 오세창 - 이징 | - 풍속화 - 민화 - 진경산수화 - 단오풍정 - 월하정인 - 신일흥 - 신세담 - 김정희 - 이하응 | - 미인도 - 풍속화 - 산수화 - 장승업 - 박규수 - 신채호 - 풍자 |